# Isenheimski oltar
Isenheimski oltar je poliptih s podobo, ki sta ga oblikovala in poslikala Nemca Niclaus Haguenau, gotski kipar iz Alzacije, in Matthias Grünewald, nemški renesančni slikar, med letoma 1512 in 1516.  Na ogled je v muzeju Unterlinden v Colmarju v Alzaciji v Franciji. Muzej je leta 2012 praznoval 500. obletnico te mojstrovine. 
Je največje in najobsežnejše Grünewaldovo delo. Naslikal ga je za samostan svetega Antona v Isenheimu pri Colmarju, ki je bil usposobljen za bolnišnično delo. Menihi v samostanu so negovali bolnike s kugo, zdravili so tudi druge kožne bolezni, kot je ergotizem. Podoba križanega Kristusa z brazgotino, kakršno pusti rana zaradi kuge, prikazuje bolnikom, da jih je Jezus razumel in delil njihove stiske.

## Zgradba
Oltarni nastavek ima dvoje kril, ki prikazujejo tri razporeditve:
Zaprta krila 
Razen nekaterih svetih dni so bila krila zaprta in prikazujejo križanje, uokvirjeno na levi mučeništvo svetega Boštjana, prebodenega s puščicami, in na desni strani svetega Antona Puščavnika, spokojnega, čeprav ga zasmehuje zastrašujoča pošast. Dva svetnika ščitita in zdravita bolne, sveti Anton kot zavetnik žrtev ergotizma (žitne kuge) in sveti Boštjan, ki ga kličejo na pomoč, da bi se ubranili pred kugo. Grünewaldovo Križanje je med najpretresljivejšimi prikazi tega prizora v zahodni umetnosti zaradi umetnikovega mojstrskega prikaza grozljivih muk s Kristusovim izčrpanim telesom, ki se zvija od bolečine zaradi žebljev, ki so zabiti skozi njegove roke in noge. Telo, prekrito z ranami in posejano s trnjem, je vzbujalo grozo pri bolnih, vendar ni pustilo nobenega dvoma o Kristusovem trpljenju, kar jih je tolažilo, saj so čutili stik z Odrešenikom, katerega bolečine so si delili. Marija, Jezusova mati, je prikazana na Kristusovi desni strani, omahuje v rokah Janeza, ljubljenega Kristusovega učenca, in je ovita v velik kos belega blaga.
Na Kristusovi levi Janeza Krstnika spremlja jagnje, ki simbolizira žrtvovanje Jezusa. Prisotnost Janeza Krstnika je anahronistična. Na Herodov ukaz so ga leta 29 obglavili in ni mogel biti priča Kristusove smrti. Napoveduje Novo zavezo. V latinščini reče: illum oportet crescere me autem minui (Vulgata, evangelij po Janezu 3:30): "On mora rasti, jaz pa se manjšati." Vključitev Janeza Krstnika je simbolična, saj je po njegovem mnenju kot zadnji prerok sporočal prihod Mesije.
Odprta zunanja krila 
Zunanje krilo Isenheimskega oltarja se je odprlo ob pomembnih praznikih liturgičnega leta, zlasti v čast device Marije. Pokažejo se štirje prizori: levo krilo kaže Oznanjenje. Nadangel Gabriel pride sporočit Mariji, da bo rodila Jezusa, Božjega sina. Devica Marija je prikazana v kapeli, ki označuje sveto naravo dogodka. V osrednjem delu Koncert angelov in Rojstvo nista neodvisna prizora, ampak se prilegata enotni zasnovi: gledalec je priča Kristusu, ki prihaja na zemljo kot novorojenček, ki bo vodil boj proti silam zla, ki ga poosebljajo nekateri angeli, moteči s svojim telesnim videzom. Število simbolov zagotavlja ključ za pomoč pri razlagi: zaprt vrt predstavlja Marijino maternico in je znak njene večne nedolžnosti, rožni grm brez trnja pomeni, da je brez izvirnega greha, smokva simbolizira materino mleko. Postelja, vedro in nočna posoda poudarjajo človeško naravo Kristusa. Desno krilo kaže Vstajenje, Kristus prihaja iz groba in se vzpenja v nebesa, obsijan z lučjo, ki spreminja zunanjost Križanega v obraz Boga. Vstajenje in Vnebohod sta zato združena v eno sliko.
Odprta notranja krila
Kipi svetega Avguština z Guyem Guersom, svetega Antona z dvema nosačema darov, svetega Jeronima, Kristusa in dvanajstih apostolov so delo Niclausa Haguenauškega. Z notranjimi odprtimi krili dovoli romarjem in bolnim, da častijo svetega Antona, zaščitnika in zdravilca žitne kuge. Sveti Anton zaseda častno mesto v sredini, na njegovi levi strani je prašič upodobljen s simbolom Antonovega reda. Na njegovi levi in desni sta dva nosača darov in ponazarjata prispevke v naravi, ki so pomemben vir dohodka. Osrednji del je obkrožen s svetim Avguštinom in svetim Hieronimom, dvema od štirih velikih očetov latinske cerkve. Guy Guyers, ki je naročil oltarno sliko, je upodobljen kleče ob nogah svetega Avguština.
Obisk svetega Antona pri Pavlu Puščavniku. Puščavnika se srečata v osupljivi pokrajini, ki naj bi predstavljala puščavo Teb. Grünewald je ustvaril fantastično vesolje, ki obkroža datljeve palme z nenavadno mešanico rastlinstva v ostrem nasprotju z umirjenostjo in spokojem na srečanju, pri katerem sodelujejo živali, vrana prinaša puščavnikoma dva koščka kruha. V tem sanjskem prizoru zdravilne rastline, pobarvane na naturalistični način, vzklijejo ob vznožju obeh glavnih likov.
Svetega Antona mučijo demoni. Ta plošča prikazuje svetega Antona, ki ga mučijo pošastna bitja, ki jih je poslal Satan. Teptajo tla, pretepajo s palicami, trgajo s kremplji in grizejo, sveti Anton se obrača k Bogu za pomoč. Bog pošlje angele v boj proti tem zlim demonom. V spodnjem levem kotu so prepletene noge in napihnjen trebuh, kar pooseblja bolezni zaradi zastrupitve, posledice so otekline in razjede.

## Ikonografija
Ikonografija oltarne slike ima več nenavadnih prvin, nekatere izhajajo iz poročil, ki jih je o svojih mističnih videnjih zapustila sveta Brigita Švedska. To je dolgo časa pomembno vplivalo na umetnost, še posebej na upodobitve Kristusovega rojstva, ki pa je tukaj ni.

## Nedavna zgodovina
Da je oltarni nastavek v Alzaciji, je v zadnjem času posledica izmenjave med Nemčijo in Francijo glede na usodo vojne. Po francosko-pruski vojni 1870–71 in prenosu v Nemčijo so nemški pisatelji razvili teorijo, da oltarni nastavek kaže bistvene značilnosti nemškega naroda. Delo so pozneje med prvo svetovno vojno zelo častili v Münchnu, ko je bilo  začasno preseljeno tja. Ob koncu vojne pa je bil prenesen nazaj v Alzacijo, v Francijo. 
Neposredno po vojni je oltarni nastavek s svojimi močnimi spomini na občutke in čustva postala vir navdiha za številne slikarje vplivne ekspresionistične šole, kot sta George Grosz in Otto Dix.  Prav tako je bila podlaga za Hindemithovo modernistično opero Mathis der Maler. Zdi se, da je v 1930-ih začasno upadel njen ugled v Nemčiji zaradi nacionalsocialistične oznake ekspresionizma in "degeneriranega" dela Hindemitha. 
Zaradi obnovitvenih del v nekdanjem samostanu in do aprila 2015 je bil Isenheimski oltar na ogled v dominikanski cerkvi, ki je približno 200 metrov od muzeja Unterlinden. Ta začasni prenos je ponudil izjemno in enkratno priložnost poleg Grünewaldove in Haguenauove monumentalne mojstrovine v Colmarju predstaviti vsa tri naslikana dela Martina Schongauerja, domačina iz Colmarja: Orlierjev oltar (1470–1475), Dominikanski oltar (okoli 1480) in Marija v rožni uti (1473). Oltarna slika prikazuje sveto Katarino in svetega Lovrenca (okoli 1510), skulpture iz poznega srednjega veka pa zaokrožajo predstavitev. 

## Galerija
- Isenheimski oltar
- Isenheimski oltar: Vstajenje

## Druga literatura
- Ruck, Carl A.P.; Staples, Blaise Daniel; Heinrich, Clark (2001). The Apples of Apollo: Pagan and Christian Mysteries of the Eucharist. Durham, N.C: Carolina Academic Press. ISBN 0-89089-924-X.
- Hayum, Andrée (december 1977). »The Meaning and Function of the Isenheim Altarpiece: The Hospital Context Revisited«. The Art Bulletin. 59 (4): 501–517. JSTOR 3049705.{{navedi časopis}}:  Vzdrževanje CS1: samodejni prevod datuma (povezava)